# Walther Reinhardt
Walther Gustav Reinhardt (Stuttgart, 24. ožujka 1872. -  Berlin, 8. kolovoza 1930.) je bio njemački general i vojni zapovjednik. Tijekom Prvog svjetskog rata bio je načelnikom stožera 11. armije i 7. armije na Solunskom i Zapadnom bojištu. Nakon rata obnašao je dužnost pruskog ministra rata, te načelnika stožera Reichswehra.

## Vojna karijera
Walther Reinhardt rođen je 24. ožujka 1872. u Stuttgartu. Sin je Augusta von Reinhardta, inače general bojnika u württemberškoj vojsci, i Emilie von Wiedemann. Pohađao je srednju školu u Ulmu, te gimnaziju u Heilbronnu. U vojsku je stupio 1891. godine služeći u 119. grenadirskoj pukovniji gdje je 1894. promaknut je u čin poručnika. U ožujku 1904. promaknut je u satnika, te upućen na službu u Glavni stožer u Berlinu. Od travnja 1905. služi u stožeru XV. korpusa u Strasbourgu, da bi u veljači 1907. postao zapovjednik satnije u Ludwigsburgu. U travnju 1909. premješten je u stožer 26. pješačke divizije u kojem služi do rujna 1910. od kada s činom bojnika ponovno služi u Glavnom stožeru. Od studenog 1912. nalazi se na službi u XIII. korpusu kojim je tada zapovijedao vojvoda Albrecht. Na navedenoj dužnosti dočekuje i početak Prvog svjetskog rata.

## Prvi svjetski rat
Na početku Prvog svjetskog rata XIII. korpus u čijem stožeru je služio Reinhardt, a kojim je zapovijedao Max von Fabeck, nalazio se u sastavu 5. armije kojom je na Zapadnom bojištu zapovijedao prijestolonasljednik Vilim. Sa XIII. korpusom Reinhardt sudjeluje u bitkama poznatim pod nazivom Trka k moru, te u Prvoj bitci kod Ypresa. U siječnju 1915. Reinhardt postaje načelnikom stožera XIII. korpusa, dok je u lipnju te godine unaprijeđen u čin potpukovnika. Tog istog mjeseca postaje zapovjednikom 118. pješačke pukovnije kojom zapovijeda svega mjesec dana s obzirom na to da u srpnju postaje načelnikom stožera XVII. korpusa kojim je zapovijedao Günther von Pannewitz.
U studenom 1916. Reinhardt na Solunskom bojištu postaje načelnikom stožera 11. armije. Navedenu dužnost obnaša do veljače 1917. kada je postaje načelnikom stožera 7. armije na Zapadnom bojištu. Za zasluge u zapovijedaju Reinhardt je 23. svibnja 1917. odlikovan ordenom Pour le Mérite, dok je u travnju 1918. promaknut u čin pukovnika.

## Weimarska Republika
Početkom studenog 1918. Reinhardt je imenovan načelnikom odjela demobilizacije u pruskom ministarstvu rata. Ubrzo međutim, u siječnju 1919. imenovan je posljednjim pruskim ministrom rata. Istodobno je bio i član vlade bez prava glasa. Reinhardt se protivio potpisivanju Versailleskog mirovnog sporazuma, te se zalagao za privremeno odcjepljenje njemačkim istočnih pokrajina (Oststaat plan) kako bi se suzbilo širenje Poljske koja je imala podršku zapadnih saveznika.

Nakon što je Vlada u lipnju 1919. podnijela ostavku, te nakon što su Glavni stožer (OHL), jednako kao i Njemačka carska vojska (Deutsches Heer) formalno raspušteni, Reinhardt u rujnu 1919. postaje načelnikom stožera Reichswehra. Istodobno je promaknut i u čin general bojnika. Nakon što je Gustav Noske bio prisiljen dati ostavku na mjesto ministara obrane nakon što nije dovoljno energično suzbijao Kappov puč, Reinhardt je u znak solidarnosti u ožujku 1920. također dao ostavku na mjesto načelnika Glavnog stožera Reichswehra na kojem mjestu ga je zamijenio Hans von Seeckt.
Nakon ostavke Reinhardt je ostao u aktivnoj vojnoj službi, te je u lipnju 1920. promaknut u čin general poručnika. Imenovan je zapovjednikom 5. pješačke divizije sa sjedištem u Stuttgartu, te je u tom svojstvu bio i zapovjednikom V. vojnog područja. Navedenu dužnost obnašao je pet godina, sve do siječnja 1925., kada postaje zapovjednikom 2. vojnog zapovjedništva sa sjedištem u Kasselu. Istodobno je unaprijeđen i u čin generala pješaštva. Na vlastiti zahtjev krajem 1927. napušta vojsku, te se posvećuje poduci časnika u posebnim tečajevima (tzv. Reinhardtovi tečajevi) u kojima se časnicima nastojalo dati širu naobrazbu od one koju se stječe kroz uobičajenu vojnu poduku. Bavio se i pisanjem radova u kojima se i dalje protivio Versailleskom mirovnom sporazumu i nametnom razoružanju.
Walther von Reinhardt preminuo je 8. kolovoza 1930. u 59. godini života u Berlinu. Od 1900. godine bio je oženjen s Luisom Fürbringer s kojom je imao tri kćeri. 

## Vanjske poveznice
(eng.) Walther Reinhardt na stranici Prussianmachine.com

(njem.) Walther Reinhardt na stranici Deutsche-biographie.de

(njem.) Walther Reinhardt na stranici Lexikon der Wehrmacht.de

(njem.) Walther Reinhardt na stranici Bundesarchiv.de